# الیسا دویدو
الیسا دویدو (انگلیسی: Elisa D'Ovidio؛ زادهٔ ۲۴ february ۱۹۸۹ (۳۶ سال)) بازیکن فوتبال اهل استرالیا است.
از باشگاه‌هایی که در آن بازی کرده‌است می‌توان به باشگاه فوتبال پرث گلوری اشاره کرد.